# Cờ tướng bảy người chơi

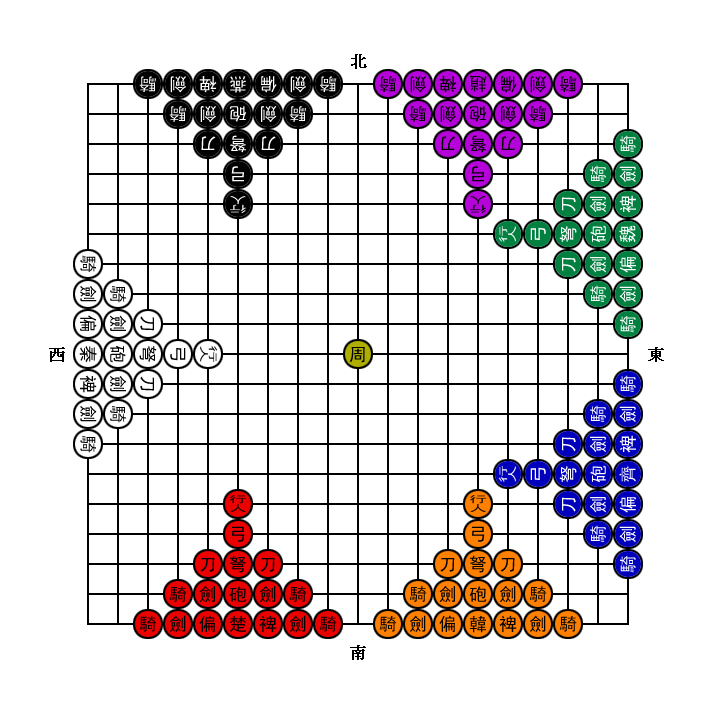

Cờ tướng bảy người chơi (tiếng Trung: 七國象棋), là một biến thế của cờ tướng.

## Giới thiệu về các quân
Mỗi đội quân có 17 quân cờ, tổng cộng có 120 quân bao gồm các quân cờ sau:
- Tướng (Jiang) - tức Tướng chính di chuyển như Hậu trong Cờ Vua. Có 7 quân Tướng ghi tên 7 nước thời Chiến quốc là Nguỵ (魏), Triệu (趙 hay 赵), Hàn (韓 hay 韩), Yên (燕), Tề (齊 hay 齐), Sở (楚) và Tần (秦)
- Thiên hay Phó tướng (Pian, 偏) - di chuyển như Xe trong Cờ Tướng hoặc Cờ Vua. Ngày xưa trong quân đội cứ 50 người hay 25 chiến xa là một “thiên”.[1]
- Bì hay Sĩ quan (Bai, 裨) - di chuyển giống như Tượng trong Cờ Vua. Pianbai (thiên bì) nghĩa là tướng tá phụ giúp cho tướng chính.
- Hành nhân (Xing ren, 行人) - di chuyển như Hậu trong Cờ Vua. Không ăn được ai và không ai ăn được.
- Pháo (Pao, 砲) - di chuyển và ăn giống quân Pháo trong cờ Tướng
- Cung hay cung thủ (Gong, 弓) - di chuyển giống Hậu trong cờ vua tuy nhiên bị giới hạn ngang dọc chéo 4 ô.
- Nỗ hay Nỏ (Nu, 弩) - di chuyển giống Hậu trong cờ vua tuy nhiên bị giới hạn ngang dọc chéo 5 ô.
- Đao (Dao, 刀) - di chuyển giống quân Sĩ trong cờ tướng đi chéo 1 ô
- Kiếm (Jian, 劍) - di chuyển giống quân Tướng trong cờ Tướng ngang dọc 1 ô
- Kỵ mã (Qi, 騎) - di chuyển 1 thẳng hoặc 1 ngang tới 3 chéo. Nói chung đi nhanh hơn Mã thường
- Quân Chu (周) nằm giữa bàn cờ. Không ăn được ai và không ai ăn được. Không thuộc về bên nào.

## Luật chơi và Luật Liên Minh
Luật liên minh: trò chơi cờ tướng 7 người có thể chơi được từ 3-7 người. Hoặc đủ 7 người nhưng có thể chọn chế độ 3 tới 7 người
- Đủ 7 người thì mỗi người một vương quốc đánh phân thắng bại
- Nếu có 6 người thì Tần được chọn thêm một quốc gia còn lại mà nó liên minh
- Nếu 5 người chơi thì Tần và Sở có quyền liên minh thêm mỗi người 1 quốc gia khác
- Nếu 4 người chơi, ngoài liên minh Tần và Sở, Tề có quyền liên minh thêm mỗi người 1 quốc gia khác
- Nếu 3 người chơi Tần có quyền chọn 2 liên minh. Sở và Tề mỗi người 1 liên minh.

Luật chơi: không được phép tấn công đồng minh của mình. Sai phạm sẽ bị loại khỏi trò chơi. Nếu bắt được 10 quân hoặc bắt được 1 tướng của một quốc gia thì quốc gia đó sẽ bị loại ra khỏi cuộc chơi. Người xưa thường quy định bằng tuần nhang, ai bắt được nhiều quân nhất hoặc nhiều tướng nhất là thắng. Nếu 1 người chơi đã bắt được 2 Tướng hoặc lấy tổng cộng 30 quân, anh ta được xưng Bá hay Bá chủ, Bá vương tùy vào từng ván cờ mà quy định ở mỗi một trò chơi thì Bá chủ sẽ có những quyền hạn khác nhau như chọn liên minh hoặc tuyên bố chiến thắng ván cờ.